# Городское поселение Смышляевка
Городское поселение Смышляевка — муниципальное образование в Волжском районе Самарской области.
Административный центр — посёлок городского типа Смышляевка.

## География
Городское поселение Смышляевка расположено в северо-восточной части МР  Волжский Самарской области, северо-восточнее административного центра Самарской области и МР  Волжский – города Самары и граничит с территориями следующих муниципальных образований области:
- городского округа Самара;
- городского округа Кинель;
- сельского поселения Чубовка МР  Кинельский;
- городского поселения Новосемейкино МР  Красноярский
- сельского поселения Светлое Поле МР  Красноярский;
- городского поселения Петра Дубрава МР  Волжский;
- сельского поселения Черновский МР  Волжский;
- сельского поселения Черноречье МР  Волжский.

## История
Посёлок Смышляевка был основан в конце XVIII века. На основе архивных материалов, совокупных исторических данных в 2009 году Собранием представителей городского поселения была принята условная дата основания села Смышляевка — 1785 год.
Установлено, что основная часть первых поселенцев вышла из села Смышляевка Кузоватовского района нынешней Ульяновской области. Посёлок Смышляевка упоминается в записках Александра Сергеевича Пушкина во время сбора им информации о восстании Емельяна Пугачёва.
Название с прозвищно-фамильной основой, связанной с нарицательными смышпять — «задумывать, затевать что-либо, замышлять»; смышляй — «тот, кто смыслит; рассудительный, изворотливый, сметливый». По этому признаку давались прозвища, от них образовывались фамилии, по которым иногда именовались и селения.

## Административное устройство
В состав городского поселения Смышляевка входят:
- посёлок городского типа Смышляевка,
- посёлок городского типа Стройкерамика,
- посёлок Спутник,
- посёлок Энергетик.

## Население
| 2010    | 2012    | 2013    | 2014    | 2015    | 2016    | 2017    | 2018    | 2019    |
| ------- | ------- | ------- | ------- | ------- | ------- | ------- | ------- | ------- |
| 14 829  | ↗15 079 | ↗15 320 | ↗15 629 | ↗16 269 | ↗16 417 | ↗17 886 | ↗19 314 | ↗23 261 |
| 2020    | 2021    |         |         |         |         |         |         |         |
| ↗26 224 | ↗30 598 |         |         |         |         |         |         |         |

## Транспорт
По территории поселения проходит участок Куйбышевской железной дороги по направлению Самара-Кинель, проходят следующие автомобильные дороги:
- участок автомобильной дороги общего пользования регионального значения «Самара – Бугуруслан» (идентификационный номер 36 ОП РЗ 36К-851) км 21,000 – км 26,002, протяженностью 5,002 км (пункт 5 Перечня автомобильных дорог общего пользования регионального или муниципального значения в Самарской области, утвержденного постановлением Правительства Самарской области от 09.08.2006 № 106, далее – Перечень автомобильных дорог).
- участок автомобильной дороги общего пользования регионального значения автомагистраль «Центральная» (идентификационный номер 36 ОП РЗ 36К-738), протяженностью около 3,1 км от границы с городским округом Самара до границы с городским поселением Петра Дубрава МР  Волжский (пункт 52 Перечня автомобильных дорог);
- участок автомобильной дороги межмуниципального значения «Самара – Бугуруслан» - Петра Дубрава (идентификационный номер 36 ОП МЗ 36Н-141) протяженностью 2,3 км.